# جيمس سكولي
جيمس سكولي هو ممثل أمريكي ولد في 19 أبريل 1992.

## روابط خارجية
جيمس سكولي على موقع IMDb (الإنجليزية)
- جيمس سكولي على موقع ألو سيني (الفرنسية)
- جيمس سكولي على موقع قاعدة بيانات الفيلم (الإنجليزية)